# Acrocercops asaphogramma
Acrocercops asaphogramma là một loài bướm đêm thuộc họ Gracillariidae. Loài này có ở Brasil. Nó được miêu tả bởi E. Meyrick năm 1920.